# Kasib Powell
Kasib Ismir Powell (Teaneck, Nueva Jersey, 18 de marzo de 1981)  es un exjugador y entrenador de baloncesto estadounidense que ejerce como entrenador de los Sioux Falls Skyforce de la NBA D-League. Mide 2,00 metros de estatura, y jugaba en la posición de alero.

## Trayectoria deportiva

### Profesional
Tras terminar su periplo universitario, ficha por el equipo griego PAOK Salónica BC, sin llamar la atención estadísticamente con 10,6 puntos y 7,1 rebotes. Al no fijarse ningún equipo europeo en él, decide ir a las ligas de desarrollo como la CBA y la USBL, teniendo una grandísima tempocada en los Dakota Wizards con casi 19 puntos y 7 rebotes por partido, llamado la atención del Spartak de San Petersburgo, donde tendría una temporada bastante peor con 9 puntos y 4,5 rebotes por partido.
Jugó en 2007 tanto se la NBA como de la NBA D-League, en la NBA D-League, en los Sioux Falls Skyforce y en la NBA en los Miami Heat, en la temporada 2007-08 fue nombrado MVP de la NBA D-League, siendo también perteneciente al primer equipo de la misma, ha miltado en bastantes equipos durante la pretemporada y en Ligas de verano, pero sin llegar a fichar por ninguno de los equipos. El 8 de abril de 2009 fue elegido uno de los 20 mejores jugadores de la historia de los Sioux Falls Skyforce., entrando en la lista otros grandes jugadores como Henry Charles James, Randy Livingston, Stephen Graham o Amir Johnson, jugó durante 2 temporadas en este equipo, siendo MVP de la competición en su primera temporada, con 60 partidos jugados (53 como titular), promediando 21 puntos por partido con un 50,2% en tiros de campo y un 38% en triples.
Ficha por AS Trikala 2000 BC, siendo el tercer equipo europeo en el que ha jugado, donde ha sido el trigésimo máximo anotador en promedio con 11,9 puntos por partido con buenos porcentajes, a excepción de los tiros libres donde tuvo un 58%, posteriormente echado a los 11 partidos, siendo el segundo anotador del equipo tras Miha Zupan quien promedió 13,6, sus datos fueron bajos en comparación con otros americanos de la competición como Josh Childress (Olympiakos) o Torin Green (AEK Atenas B.C.), quienes superaron los 15,5puntos por partido. El equipo quedó en undécima posición, un puesto por encima del descenso su balance fue de 7-17 (1-11 a domicilio)
En octubre de 2010 ficha por el equipo israelí Hapoel Holon.
En octubre de 2011 firma por el Fortress Körmend de Hungría.

### Entrenador
El 9 de octubre de 2016, firma como asistente de los Sioux Falls Skyforce de la NBA Development League.
El 16 de septiembre de 2021 fue promocionado a técnico principal.

## Estadísticas de su carrera en la NBA

### Temporada regular
| Año     | Equipo | PJ | PT | MPP  | %TC  | %3P  | %TL  | RPP | APP | ROB | TPP | PPP |
| ------- | ------ | -- | -- | ---- | ---- | ---- | ---- | --- | --- | --- | --- | --- |
| 2007–08 | Miami  | 11 | 4  | 27.6 | .368 | .242 | .667 | 4.0 | 1.6 | .8  | .2  | 7.6 |
| Total   | Total  | 11 | 4  | 27.6 | .368 | .242 | .667 | 4.0 | 1.6 | .8  | .1  | 7.6 |